# Jonelle Richards
Jonelle Richards, född den 14 oktober 1980 i Nelson i Nya Zeeland, är en nyzeeländsk ryttare.
Hon tog OS-brons i lagtävlingen i fälttävlan i samband med de olympiska ridsporttävlingarna 2012 i London.